# When the Party's Over
"When the Party's Over" (estilizado em letras minúsculas) é uma canção da cantora e compositora estadunidense Billie Eilish. Composta e produzida por Finneas O'Connell, foi lançada em 17 de outubro de 2018 como single através das editoras discográficas Darkroom e Interscope Records. A canção tornou-se o single de maior sucesso de Eilish em muitos países, incluindo Canadá, Reino Unido e os Estados Unidos. É o segundo single do álbum de estreia When We All Fall Asleep, Where Do We Go?.

## Vídeo musical
O vídeo musical de "When the Party's Over" foi lançado em 25 de outubro de 2018, no canal de Eilish no YouTube. O vídeo começa com Eilish em uma sala branca vazia sentada em frente a uma mesa com um copo cheio de líquido preto. Depois que ela engole o líquido, lágimas pretas começam a cair e manchar seu rosto e sua roupa. Em seguida, a câmera desce lentamente, deixando Eilish fora de enquadramento, e somente exibe o líquido preto esvaindo-se afora do corpo dela, e  inundando o chão. Eilish afirma que sua inspiração para o vídeo veio de uma arte de um fã com um desenho dela com olhos negros vazando.

## Lista de faixas
| Download digital |                         |         |  |
| N.º              | Título                  | Duração |  |
| 1.               | "When the Party's Over" | 3:19    |  |

## Créditos
Todo o processo de elaboração de "When the Party's Over" atribui os seguintes créditos:
- Finneas O'Connell; composição, produção, vocais de apoio, piano, percussão
- Billie Eilish; vocalista principal
- Rob Kinelski; mixagem
- John Greenham; assistente de engenharia

## Desempenho comercial

### Tabelas semanais
| Tabela musical (2018—19)               | Melhor posição |
| -------------------------------------- | -------------- |
| Alemanha (GfK Entertainment Charts)    | 45             |
| Austrália (ARIA Charts)                | 7              |
| Áustria (Ö3 Austria Top 40)            | 25             |
| Bélgica (Ultratop 50 de Flandres)      | 31             |
| Bélgica (Ultratop 40 de Valônia)       | 1              |
| Canadá (Canadian Hot 100)              | 14             |
| Coreia do Sul (Goan)                   | 5              |
| Dinamarca (Tracklisten)                | 16             |
| Escócia (OCC)                          | 56             |
| Eslováquia (IFPI Slovenská Republika)  | 10             |
| Espanha (PROMUSICAE)                   | 60             |
| Estados Unidos (Billboard 100)         | 29             |
| Estados Unidos (Mainstream Top 40)     | 17             |
| Estados Unidos (Rolling Stone 100)     | 43             |
| Estônia (Eesti Singlid Tipp-40)        | 7              |
| Finlândia (IFPI Finlândia)             | 17             |
| França (SNEP)                          | 96             |
| Hungria (Single Top 40)                | 24             |
| Hungria (Stream Top 40)                | 15             |
| Irlanda (IRMA)                         | 7              |
| Islândia (Íslenski Listinn Topp 40)    | 18             |
| Itália (FIMI)                          | 84             |
| Letônia (Latvijas Radio)               | 4              |
| Lituânia (AGATA)                       | 2              |
| Noruega (VG-lista)                     | 9              |
| Nova Zelândia (Recorded Music NZ)      | 3              |
| Países Baixos (Dutch Top 40)           | 26             |
| Países Baixos (Single Top 100)         | 34             |
| Portugal (AFP)                         | 27             |
| Reino Unido (UK Singles Chart)         | 21             |
| República Checa (IFPI Česká Republika) | 14             |
| Singapura (RIAS)                       | 30             |
| Suécia (Sverigetopplistan)             | 10             |
| Suíça (Schweizer Hitparade)            | 29             |

| Tabela musical (2019)                      | Posição |
| ------------------------------------------ | ------- |
| Australia (ARIA)                           | 29      |
| Bélgica (Ultratop 40 de Flanders)          | 86      |
| Canadá (Canadian Hot 100)                  | 53      |
| Estados Unidos (Billboard Hot 100)         | 67      |
| Estados Unidos (Mainstream Top 40)         | 47      |
| Estados Unidos (Alternative Digital Songs) | 6       |
| Irlanda (IRMA)                             | 28      |
| Nova Zelândia (Recorded Music NZ)          | 23      |
| Suécia (Sverigetopplistan)                 | 30      |
| Suíça (Schweizer Hitparade)                | 45      |

| Região | Certificação | Vendas     |
| --- | ------------ | ---------- |
| Austrália (ARIA) | 2× Platina   | 140,000^   |
| Áustria (IFPI Áustria) | Platina      | 30,000*    |
| Bélgica (BVMI) | Platina      | 40,000*    |
| Canadá (Music Canada) | 4× Platina   | 320,000‡   |
| Dinamarca (IFPI Dinamarca) | Platina      | 90,000^    |
| Espanha (PROMUSICAE) | Ouro         | 20,000^    |
| Estados Unidos (RIAA) | 4× Platina   | 4,000,000‡ |
| França (SNEP) | Ouro         | 100,000*   |
| Itália (FIMI) | Platina      | 50,000‡    |
| Noruega (IFPI Noruega) | 2× Platina   | 120,000‡   |
| Nova Zelândia (RMNZ) | Platina      | 30,000*    |
| Polônia (ZPAV) | Platina      | 20,000^    |
| Portugal (AFP) | Platina      | 20,000‡    |
| Reino Unido (BPI) | Platina      | 600,000‡   |
| Suécia (GLF) | Platina      | 80,000‡    |
| *vendas baseadas apenas na certificação ^distribuições baseadas apenas na certificação ‡vendas+valores de streaming baseados apenas na certificação |              |            |

## Prêmios e indicações
| Ano  | Prêmio                | Categoria                           | Resultado | Ref.   |
| ---- | --------------------- | ----------------------------------- | --------- | ------ |
| 2018 | Norway GAFFA Awards   | Melhor Canção Internacional         | Indicado  | [ 64 ] |
| 2019 | Clio Awards           | Videoclipe                          | Venceu    | [ 65 ] |
| 2019 | MTV Video Music Award | Melhores Efeitos Especiais          | Indicado  | [ 66 ] |
| 2019 | UK Music Video Awards | Melhor Videoclipe Pop Internacional | Indicado  | [ 67 ] |

## Histórico de lançamento
| País  | Data                  | Formato(s)                  | Gravadora                    |
| ----- | --------------------- | --------------------------- | ---------------------------- |
| Mundo | 17 de outubro de 2018 | Download digital, streaming | Darkroom, Interscope Records |